# たけしのホッカホッカタイム
『たけしのホッカホッカタイム』は、TBS系列局とテレビ山口（当時フジテレビ系列とのクロスネット局）で放送されていたTBS製作のバラエティ番組である。TBS系列局では1984年7月4日から同年9月26日まで、毎週水曜 19:00 - 19:30 （日本標準時）に放送。

## 概要
前番組『突撃HOTスタジオ!』→『笑ってポン!』→『たけしのお笑いサドンデス』から引き続きビートたけしが出演していた番組で、それまでの番組群と同様に桂邦彦がプロデューサーを務めていた。本番組には相方のビートきよしも出演しており、1981年9月まで放送の『ツービート 笑ってゴマかせ!』以来のツービートレギュラー番組となった。
内容は、ツービートによる漫才と、童話や時代劇などをネタにしたコントが中心だった。
2019年3月20日NHKBSプレミアムで放送された『たけしの“これがホントのニッポン芸能史”』の中でこの番組の映像がVTRで紹介された。

## 参考資料
- 『ユリイカ』（青土社）1998年2月臨時増刊『総特集 北野武 そして/あるいはビートたけし』

| TBS系列 水曜19:00枠                                         | TBS系列 水曜19:00枠                                         | TBS系列 水曜19:00枠 |
| 前番組                                                      | 番組名                                                      | 次番組 |
| ----------------------------------------------------------- | ----------------------------------------------------------- | --- |
| たけしのお笑いサドンデス （1983年10月26日 - 1984年6月27日） | たけしのホッカホッカタイム （1984年7月4日 - 1984年9月26日） | JNNニュースコープ（水曜） （1984年10月3日 - 1987年9月30日） ※18:30 - 19:20ザ・チャンス! （1984年10月10日 - 1986年3月26日） ※19:20 - 19:58 |